# Девушка из ада
Ребенок из Ада — (англ. Hell Girl) американский фильм ужасов 2019 года режиссера Лоуренса Риггинса, известного по сценариям к боевикам «Репликант» с Жан-Клодом Ван Даммом и «Железное сердце» с Боло Йеном. В главных ролях: Том Сайзмор, Керингтон Пэйн, Тара Вествуд и Маша Малинина.

## Сюжет
Демоническое существо не от мира сего оплодотворяет женщину. Спустя 160 лет команда охотников за привидениями должна отказаться от своего менталитета быстрых денег, когда они обнаруживают, что один из их команды является потомком существа, обитающего в этом месте, и его истинной целью. Потомок и ее друзья становятся непростыми союзниками призрака матери, чтобы уничтожить демона и восстановить гармонию.

## В ролях
- Том Сайзмор — Джедидия
- Керингтон Пэйн — Линдси
- Тара Вествуд — Лора
- Маша Малинина — Чэрити / Милосердие
- Джэй Хэд — Скотт
- Бойд Кестнер — Морган
- Ана Мария Эстрада — Мишель

## Саундтрек
Звуковая дорожка к фильму включает композиции коллективов Bang Sugar Bang, Mad Planet и Ultra Violet Rays. Композитором картины стал Натан Ванн Уолтон, известный по работе с Уитни Хьюстон, Снуп Догом и Джейми Фоксом.

## Слоганы
- And seven years after dead child is buried it digs its way out… An abomination (И через семь лет после того, как похоронили мертвого ребенка, он выкапывает себе выход… Мерзость).
- Daddy’s girl is a little devil (Папина дочка - маленькая дьяволица).

## Критика
В отзывах о фильме отмечаются не состыковки в сюжете, затянутость некоторых сцен, где зрителя слишком долго заставляют держать в напряжении, в ожидании развития событий. Большинство отмечают слишком заметную низкобюджетность фильма, плохой сценарий и диалоги. Но есть положительные отзывы операторской работе, а также некоторым оригинальным идеям в сюжете.

## Интересные факты
- Первоначальное название фильма - Depraved. Вероятно было изменено на Hell Girl по причине выхода в том же 2019 году другого хоррора под этим же названием, снятого Ларри Фессенденом.[7].
- Спустя несколько месяцев после премьеры "Ребенка из Ада" в 2019 году под названием Hell Girl вышел фильм японского режиссера Кодзи Сираиси[8] - экранизация одноименного аниме-сериала Такахиро Омори.
- Роль Чэрити исполнила Маша Малинина - дочь Анны Демьяненко, сыгравшей роль ожившей куклы в мистическом триллере Олега Тепцова «Господин оформитель» 1988 года.
- В эпиграфе к фильму приводится изречение (возможно) Апостола Иоанна: Because their pleasure is in deception, their delight is better and their beauty is depraved, что можно перевести как "Поскольку их удовольствие заключается в обмане, их наслаждение лучше, а их красота порочна".